# ألفرد بيك إيدجيرتون
ألفرد بيك إيدجيرتون هو سياسي أمريكي، ولد في 11 يناير 1813 في بلاتسبورغ في الولايات المتحدة، وتوفي في 14 مايو 1897 في هيكسفيل في الولايات المتحدة. نشط حزبياً في الحزب الديمقراطي. وقد انتخب عضو مجلس ولاية أوهايو ‏ وانتخب عضو مجلس النواب الأمريكي ‏.